# Tripoli Creek (Algoma District)
Tripoli Creek är ett vattendrag i Kanada.   Det ligger i provinsen Ontario, i den sydöstra delen av landet, 700 km nordväst om huvudstaden Ottawa.
I omgivningarna runt Tripoli Creek växer i huvudsak blandskog. Trakten runt Tripoli Creek är nära nog obefolkad, med mindre än två invånare per kvadratkilometer.